# Galaxy Science Fiction
Galaxy Science Fiction fue una revista estadounidense de ciencia ficción en formato digest publicada entre 1950 y 1980. Fue fundada por una compañía italiana, World Editions, que trataba de introducirse en el mercado estadounidense. World Editions contrató al editor Horace L. Gold, que rápidamente convirtió a Galaxy en la revista de ciencia ficción líder de su época, centrándose más en relatos sobre temas sociales que tecnológicos.
Gold publicó muchas historias notables durante su mandato, como «The Fireman», relato de Ray Bradbury que posteriormente se convirtió en la novela Fahrenheit 451, Amos de títeres (The Puppet Masters), de Robert A. Heinlein, o El hombre demolido (The Demolished Man), de Alfred Bester. En 1952 la revista fue adquirida por Robert Guinn, su impresor. A finales de la década de 1950 Frederik Pohl venía ayudando a Gold en la mayoría de los aspectos de la producción de la revista y, cuando la salud de Gold empeoró, Pohl asumió el puesto de editor, comenzando oficialmente a finales de 1961.
Durante la etapa de Pohl como editor Galaxy continuó su éxito, publicando regularmente ficción de escritores reconocidos como Cordwainer Smith, Jack Vance, Harlan Ellison o Robert Silverberg. Sin embargo, Pohl nunca ganó el premio Hugo como editor de Galaxy, aunque ganó tres Hugos como editor de la revista hermana, If. En 1969 Guinn vendió Galaxy a Universal Publishing Corporation (UPD) y Pohl renunció, siendo reemplazado por Ejler Jakobsson. Bajo la dirección de Jakobsson la revista bajó de calidad, recuperándose posteriormente con Jim Baen, que asumió el puesto de editor a mediados de 1974, pero cuando se marchó a finales de 1977 la calidad volvió a deteriorarse y la revista tuvo problemas financieros. A finales de la década de 1970, las brechas entre la publicación de los números se alargaban, y la revista finalmente se vendido al editor de Galileo, Vincent McCaffrey, que publicó un único número en 1980. Tuvo un breve renacer como revista semiprofesional en 1994, editada por el hijo de H. L. Gold, E. J. Gold, que llegó a publicar ocho números bimensuales.
En su apogeo, Galaxy influyó enormemente en el campo de la ciencia ficción. Estuvo considerada como una de las principales revistas del género casi desde el principio, y su influencia no disminuyó hasta la salida de Pohl en 1969. Según Pohl, Gold trajo una «sofisticada sutileza intelectual» a las revistas de ciencia ficción, quien añadió que «después de Galaxy era imposible seguir siendo ingenuo», y el escritor e historiador de ciencia ficción David Kyle dijo que «de todos los editores dentro y fuera de la escena de la posguerra, el más influyente más allá de toda duda fue H. L. Gold», indicando que la nueva dirección de Gold condujo «inevitablemente» a la Nueva Ola, el movimiento literario definitorio de la ciencia ficción de los años 1960.

## Historia editorial
La primera revista de ciencia ficción, Amazing Stories, apareció en 1926. A finales de la década de 1930 el género estaba en pleno auge en los Estados Unidos, pero la escasez de papel a causa de la Segunda Guerra Mundial llevó a la desaparición de varias revistas. A finales de los años 1940, el mercado comenzó a recuperarse, y de unas escasas ocho revistas activas en 1946, el campo se expandió a veinte apenas cuatro años más tarde. La aparición de Galaxy en 1950 fue parte de este auge. De acuerdo con el historiador y crítico Mike Ashley, su éxito fue la razón principal de la subsiguiente avalancha de nuevos lanzamientos: hasta 1954 aparecieron veintidós nuevas revistas de ciencia ficción, momento en que el mercado bajó nuevamente como un efecto secundario de las audiencias del Senado de Estados Unidos por la supuesta conexión entre los cómics y delincuencia juvenil.

### Años 1950
| Números publicados de 1950 a 1959                                                                           | Números publicados de 1950 a 1959 | Números publicados de 1950 a 1959 | Números publicados de 1950 a 1959 | Números publicados de 1950 a 1959 | Números publicados de 1950 a 1959 | Números publicados de 1950 a 1959 | Números publicados de 1950 a 1959 | Números publicados de 1950 a 1959 | Números publicados de 1950 a 1959 | Números publicados de 1950 a 1959 | Números publicados de 1950 a 1959 | Números publicados de 1950 a 1959 |
| | Ene                               | Feb                               | Mar                               | Abr                               | May                               | Jun                               | Jul                               | Ago                               | Sep                               | Oct                               | Nov                               | Dic                               |
| --- | --------------------------------- | --------------------------------- | --------------------------------- | --------------------------------- | --------------------------------- | --------------------------------- | --------------------------------- | --------------------------------- | --------------------------------- | --------------------------------- | --------------------------------- | --------------------------------- |
| 1950 |                                   |                                   |                                   |                                   |                                   |                                   |                                   |                                   |                                   | 1/1                               | 1/2                               | 1/3                               |
| 1951 | 1/4                               | 1/5                               | 1/6                               | 2/1                               | 2/2                               | 2/3                               | 2/4                               | 2/5                               | 2/6                               | 3/1                               | 3/2                               | 3/3                               |
| 1952 | 3/4                               | 3/5                               | 3/6                               | 4/1                               | 4/2                               | 4/3                               | 4/4                               | 4/5                               | 4/6                               | 5/1                               | 5/2                               | 5/3                               |
| 1953 | 5/4                               | 5/5                               | 5/6                               | 6/1                               | 6/2                               | 6/3                               | 6/4                               | 6/5                               | 6/6                               | 7/1                               | 7/2                               | 7/3                               |
| 1954 | 7/5                               | 7/5-A                             | 7/6                               | 8/1                               | 8/2                               | 8/3                               | 8/4                               | 8/5                               | 8/6                               | 9/1                               | 9/2                               | 9/3                               |
| 1955 | 9/4                               | 9/5                               | 9/6                               | 10/1                              | 10/2                              | 10/3                              | 10/4                              | 10/5                              | 10/6                              | 11/1                              | 11/2                              |                                   |
| 1956 | 11/3                              | 11/4                              | 11/5                              | 11/6                              | 12/1                              | 12/2                              | 12/3                              | 12/4                              | 12/5                              | 12/6                              | 13/1                              | 13/2                              |
| 1957 | 13/3                              | 13/4                              | 13/5                              | 13/6                              | 14/1                              | 14/2                              | 14/3                              | 14/4                              | 14/5                              | 14/6                              | 15/1                              | 15/2                              |
| 1958 | 15/3                              | 15/4                              | 15/5                              | 15/6                              | 16/1                              | 16/2                              | 16/3                              | 16/4                              | 16/5                              | 16/6                              | 17/1                              | 17/2                              |
| 1959 |                                   | 17/3                              |                                   | 17/4                              |                                   | 17/5                              |                                   | 17/6                              |                                   | 18/1                              |                                   | 18/2                              |
| Números de Galaxy de 1950 a 1959, en formato volumen/número. El editor de todos los números fue H. L. Gold. |                                   |                                   |                                   |                                   |                                   |                                   |                                   |                                   |                                   |                                   |                                   |                                   |

Horace L. Gold, el primer editor de la revista, había trabajado en Standard Magazines a principios de la década de 1940 como editor asistente, revisando las obras que se enviaban a las tres revistas de ciencia ficción de Standard: Startling Stories, Thrilling Wonder y Captain Future. Con el advenimiento de la guerra, Gold dejó la publicación y se alistó en el ejército, pero a finales de 1949 un antiguo empleado suyo, Vera Cerutti, que ahora trabajaba para una editorial italiana, Edizione Mondiale, que había abierto una oficina en Nueva York como World Editions, le pidió que asesorara sobre cómo crear una revista, a lo que Gold accedió. World Editions había fracasado con Fascination, su primer intento de lanzar una revista en Estados Unidos, y Cerutti volvió a dirigirse a Gold pidiendo recomendaciones para nuevos títulos. Gold conocía The Magazine of Fantasy & Science Fiction, una exitosa revista digest lanzada en el otoño de 1949, pero creía que todavía había espacio en el mercado para otra revista de ciencia ficción de calidad. Envió un prospecto a World Editions que incluía una propuesta para el lanzamiento de una serie de novelas de bolsillo de ciencia ficción y una publicación periódica, y propuso pagar a los autores tres centavos por palabra, una tarifa extraordinariamente alta, dado que la mayoría de las revistas de la competencia estaban pagando solo un centavo una palabra. World Editions aceptó sus propuestas, contrataron a Gold como editor, y el primer número de la revista apareció en octubre de 1950. La serie de novelas se publicó posteriormente como Galaxy Science Fiction Novels.
Gold propuso inicialmente dos títulos para la revista, If y Galaxy. Su director artístico, Washington Irving van der Poel, realizó numerosos bosquejos y Gold invitó a cientos de escritores, editores, artistas y aficionados a verlos y votar por su favorito; el voto fue claramente mayoritario para utilizar Galaxy como título. Para el primer número, Gold consiguió relatos de varios autores reconocidos, como Isaac Asimov, Fritz Leiber y Theodore Sturgeon, así como la primera parte de Time Quarry, de Clifford D. Simak, publicado posteriormente en forma de libro como Una y otra vez (Time and Again). Junto con un ensayo de Gold, el primer número de Galaxy introdujo una sección de reseñas de libros del antólogo Groff Conklin, que se mantuvo hasta 1955, y una sección científica de Willy Ley. Gold intentó implementar técnicas de impresión de alta calidad, aunque la calidad del papel disponible era insuficiente para que se pudieran apreciar las mejoras.
Mientras, según Gold, «las nuevas revistas —y muchas de las viejas— están muriendo de cirrosis literaria. ¿La causa? El envenenamiento debido a una ficción decadente», Galaxy será rentable en tan solo cinco números; un logro «increíble», según él. El estallido de la guerra de Corea conllevó una escasez de papel (Gold decía en una editorial de 1951 que «comprar papel en estos días es como ser asaltado en una calle oscura») que obligó a la revista a buscar un nuevo impresor, Robert M. Guinn . El nuevo papel era de una calidad todavía peor, una decepción para Gold. Ese verano, unos desacuerdos en el seno de World Editions condujeron a un intento de interrumpir la distribución de Galaxy. Según Gold, el director de circulación y el jefe de la oficina estadounidense almacenaron muchos números en lugar de distribuirlos, y se aseguraron de que los que se distribuyeran fueran a áreas de los Estados Unidos, como el Sur, donde había poco o ningún público para la revista. El director de la oficina francesa de World Editions llegó a Estados Unidos para averiguar cuál era el problema y recomendó que la revista se vendiera a los dos estadounidenses por 3000 dólares (un precio muy bajo). Intentaron contratar a Gold, pero se puso en contacto con la oficina central en Italia, que rechazó la venta y finalmente aceptó vender Galaxy a su impresor, Robert M. Guinn. Tras la venta, la distribución saboteada salió a la luz; World Editions quiso recuperar la revista, pero Guinn puso un precio cuatro veces más alto que el que había pagado. En palabras de Gold, «Guinn sabía lo que estaba comprando, mientras que World Editions no sabía lo que estaban vendiendo».
La nueva empresa de Guinn se llamó Galaxy Publishing Corporation, y asumió el control de la revista a partir del número de octubre de 1951. Gold permaneció como editor, pero perdió la asistencia del personal de World Editions, por lo que pasó a contar con la ayuda de Jerome Bixby, Algis Budrys, Theodore Sturgeon y la su propia esposa, Evelyn Paige. Frederik Pohl, que por entonces trabajaba como agente literario, también ayudó a Gold a ponerse en contacto con escritores.
A finales de la década de 1950 el boom de las revistas de ciencia ficción había terminado, y la tirada relativamente baja de las revistas no ayudaba precisamente a ganarse la simpatía de los distribuidores ni de los intermediarios que transportaban las revistas a los quioscos y otros puntos de venta. Gold cambió el título de Galaxy Science Fiction a Galaxy Magazine con el número de septiembre de 1958, comentando que el término ciencia ficción «ahuyenta a muchos posibles lectores». La tirada de Galaxy, de unos 90 000 ejemplares, era la más alta de las revistas del género, pero Guinn decidió recortar los costes, y en 1959 elevó el precio de venta y cambió la revista a una periodicidad bimensual, aumentando el número de páginas. Guinn también redujo las tarifas que se pagaban a los autores de 3 (ya veces 4) centavos por palabra a 1,5. Estos cambios ahorraron a Galaxy más de 12 000 dólares al año. El resultado fue una caída de la tirada a unos 80 000 ejemplares en dos años, aunque resultó sostenible debido al ahorro en el presupuesto que se pagaba por la ficción.
En su editorial del número de diciembre de 1958, Gold describió el resultado de estos cambios como «una nueva revista» con «la mitad más [páginas de las revistas competidoras de 35 cts.] por sólo 15 cts. más». Explicó que la periodicidad bimensual era necesaria para mantener la «calidad de Galaxy»:

No nos engañemos, la ciencia ficción realmente buena es, desde el lado de la mesa de la editorial, más difícil de conseguir que los diamantes perfectos. Tiene que ser extraída de los autores con paciencia, cuidado y tacto, o mediante voladura con pólvora, cuando nada más funciona. Podemos llenar 196 páginas cada dos meses con muy buena ciencia ficción. No podemos hacerlo con una tirada mensual. Nadie puede hacerlo.

### Años 1960
| Números publicados de 1960 a 1969 | Números publicados de 1960 a 1969 | Números publicados de 1960 a 1969 | Números publicados de 1960 a 1969 | Números publicados de 1960 a 1969 | Números publicados de 1960 a 1969 | Números publicados de 1960 a 1969 | Números publicados de 1960 a 1969 | Números publicados de 1960 a 1969 | Números publicados de 1960 a 1969 | Números publicados de 1960 a 1969 | Números publicados de 1960 a 1969 | Números publicados de 1960 a 1969 |
| | Ene                               | Feb                               | Mar                               | Abr                               | May                               | Jun                               | Jul                               | Ago                               | Sep                               | Oct                               | Nov                               | Dic                               |
| --- | --------------------------------- | --------------------------------- | --------------------------------- | --------------------------------- | --------------------------------- | --------------------------------- | --------------------------------- | --------------------------------- | --------------------------------- | --------------------------------- | --------------------------------- | --------------------------------- |
| 1960 |                                   | 18/3                              |                                   | 18/4                              |                                   | 18/5                              |                                   | 18/6                              |                                   | 19/1                              |                                   | 19/2                              |
| 1961 |                                   | 19/3                              |                                   | 19/4                              |                                   | 19/5                              |                                   | 19/6                              |                                   | 20/1                              |                                   | 20/2                              |
| 1962 |                                   | 20/3                              |                                   | 20/4                              |                                   | 20/5                              |                                   | 20/6                              |                                   | 21/1                              |                                   | 21/2                              |
| 1963 |                                   | 21/3                              |                                   | 21/4                              |                                   | 21/5                              |                                   | 21/6                              |                                   | 22/1                              |                                   | 22/2                              |
| 1964 |                                   | 22/3                              |                                   | 22/4                              |                                   | 22/5                              |                                   | 22/6                              |                                   | 23/1                              |                                   | 23/2                              |
| 1965 |                                   | 23/3                              |                                   | 23/4                              |                                   | 23/5                              |                                   | 23/6                              |                                   | 24/1                              |                                   | 24/2                              |
| 1966 |                                   | 24/3                              |                                   | 24/4                              |                                   | 24/5                              |                                   | 24/6                              |                                   | 25/1                              |                                   | 25/2                              |
| 1967 |                                   | 25/3                              |                                   | 25/4                              |                                   | 25/5                              |                                   | 25/6                              |                                   | 26/1                              |                                   | 26/2                              |
| 1968 |                                   | 26/3                              |                                   | 26/4                              |                                   | 26/5                              | 26/6                              | 27/1                              | 27/2                              | 27/3                              | 27/4                              | 27/5                              |
| 1969 | 27/6                              | 28/1                              | 28/2                              | 28/3                              | 28/4                              |                                   | 28/5                              | 128/6                             | 129/1                             | 129/2                             | 129/3                             | 29/4                              |
| Números de Galaxy de 1960 a 1969, en formato volumen/número. Cada color indica el editor responsable: Gold (azul), Pohl (amarillo) y Jakobsson (morado). El aparente error en la numeración del volumen a finales de 1969 es correcto. |                                   |                                   |                                   |                                   |                                   |                                   |                                   |                                   |                                   |                                   |                                   |                                   |

Guinn adquirió en 1959 If, otra revista de ciencia ficción, en la que también puso a Gold como editor. El número de julio de 1959 de If fue el primero bajo la dirección editorial de Gold. Se había pensado el cambio de Galaxy a una periodicidad bimensual para reducir la carga de trabajo de Gold, que no gozaba en buena salud; fue capaz de editar también If porque las dos revistas alternaban los meses de publicación. Hacia fines de la década de 1950 Frederik Pohl empezó a ayudar a Gold, primero ocasionalmente, pero cada vez más hasta el punto de realizar todas las labores editoriales, incluido escribir los editoriales y encargarse de la publicidad y los trabajos de impresión. Gold, que ahora era agorafóbico, estaba haciendo esfuerzos en este momento para superar ese trastorno de ansiedad y poder salir de su apartamento, pero en 1960 resultó gravemente herido en un accidente de taxi, y fue incapaz de continuar como editor. Pohl asumió el control en algún momento a principios de 1961, aunque no figuró como editor en la mancheta hasta el número de diciembre de 1961.
Pohl también intentó persuadir a Guinn y a Sol Cohen (que Guinn había contratado como asistente en las labores de la editorial), para cambiar tanto Galaxy como If a una periodicidad mensual. A finales de 1962 estuvieron de acuerdo, pero pronto cambiaron de idea y decidieron en cambio lanzar una tercera revista de ciencia ficción, Worlds of Tomorrow, que publicó su primer número en abril de 1963. Otra revista compañera, International Science Fiction, fue lanzada a finales de 1967, pero duró sólo dos números; publicó relatos traducidos de otros idiomas y las ventas fueron muy escasas. Finalmente, en 1968, Guinn lanzó Worlds of Fantasy, editada por Lester del Rey, editor jefe de Galaxy; sólo se publicaron cuatro números. Finalmente, a mediados de 1968, Galaxy volvió a su periodicidad mensual inicial.

### Años 1970 y posteriores
En 1969 Guinn vendió Galaxy a Universal Publishing and Distribution Corporation (UPD). Pohl asistía a un Simposio Mundial de Ciencia Ficción en Río de Janeiro cuando se realizó la venta; se enteró de la noticia cuando volvió a las oficinas de la revista y a los pocos días decidió dimitir. Continuó apareciendo en la mancheta como «editor emérito», un puesto inventado para impedirle marcharse a otras revistas de ciencia ficción, y volvió a su carrera como escritor. Su puesto fue ocupado por Ejler Jakobsson, quien trabajaba en el departamento de libros de UPD. Lester del Rey permaneció como editor de artículos y Judy-Lynn Benjamin ocupó su puesto como editora jefe. Jack Gaughan fue nombrado editor artístico.
La tirada de Galaxy se mantuvo relativamente estable a mediados de la década de 1960, oscilando entre 73 000 y 78 000 ejemplares, pero su adquisición por UPD coincidió con una fuerte caída (de 75 300 en octubre de 1968 a 51 479 un año después). Las dificultades con la distribución se tradujeros en una bajada de los ingresos, y Arnold Abramson, propietario de UPD, decidió reducir costes y maximizar los beneficios. Galaxy volvió a ser bimestral en agosto de 1970, poniendo fin a un período de dos años de salida mensual (aunque había fallado algunos meses). El número de páginas, que había bajado de 196 a 160 cuando la compró UPD, se aumentó de nuevo, y el precio subió de 60 a 75 centavos. Empezó a publicarse una edición británica en mayo de 1972 publicada por Tandem Books, editorial propiedad de UPD. El efecto de todos estos cambios fue un aumento sustancial en la rentabilidad. La circulación en 1972 también se elevó cerca de 6000 ejemplares, aunque es posible que esto se debiera únicamente a la nueva edición británica.
| Números publicados desde 1970 | Números publicados desde 1970 | Números publicados desde 1970 | Números publicados desde 1970 | Números publicados desde 1970 | Números publicados desde 1970 | Números publicados desde 1970 | Números publicados desde 1970 | Números publicados desde 1970 | Números publicados desde 1970 | Números publicados desde 1970 | Números publicados desde 1970 | Números publicados desde 1970 |
| | Ene                           | Feb                           | Mar                           | Abr                           | May                           | Jun                           | Jul                           | Ago                           | Sep                           | Oct                           | Nov                           | Dic                           |
| --- | ----------------------------- | ----------------------------- | ----------------------------- | ----------------------------- | ----------------------------- | ----------------------------- | ----------------------------- | ----------------------------- | ----------------------------- | ----------------------------- | ----------------------------- | ----------------------------- |
| 1970 |                               | 29/5                          | 29/6                          | 30/1                          | 30/2                          | 30/3                          | 30/4                          | 30/5                          |                               | 30/6                          |                               | 31/1                          |
| 1971 | 31/2                          | 31/3                          | 31/4                          | 31/5                          | 31/6                          |                               | 32/1                          |                               | 32/2                          |                               | 32/3                          |                               |
| 1972 | 32/4                          |                               | 32/5                          |                               | 32/6                          |                               | 33/1                          |                               | 33/2                          |                               | 33/3                          |                               |
| 1973 | 33/4                          |                               | 33/5                          |                               | 33/6                          |                               | 34/7                          |                               | 34/8                          | 34/1                          | 34/2                          | 34/3                          |
| 1974 | 34/4                          | 34/5                          | 34/6                          | 34/7                          | 35/5                          | 35/6                          | 35/7                          | 35/8                          | 35/9                          | 35/10                         | 35/11                         | 35/12                         |
| 1975 | 36/1                          | 36/2                          | 36/3                          | 36/4                          |                               | 36/5                          | 36/6                          | 36/7                          | 36/8                          | 36/9                          |                               |                               |
| 1976 | 37/1                          | 37/2                          | 37/3                          |                               | 37/4                          |                               | 37/5                          |                               | 37/6                          | 37/7                          | 37/8                          | 37/9                          |
| 1977 |                               |                               | 38/1                          | 38/2                          | 38/3                          | 38/4                          | 38/5                          | 38/6                          | 38/7                          | 38/8                          | 38/9                          | 39/1                          |
| 1978 |                               | 39/2                          | 39/3                          | 39/4                          | 39/5                          | 39/6                          |                               |                               | 39/7                          |                               | 39/8                          |                               |
| 1979 |                               |                               | 39/9                          |                               |                               | 39/10                         |                               |                               | 39/11                         |                               |                               |                               |
| 1980 |                               |                               |                               |                               |                               |                               | 40/1                          |                               |                               |                               |                               |                               |
| |                               |                               |                               |                               |                               |                               |                               |                               |                               |                               |                               |                               |
| 1994 | 1/1                           |                               | 1/2                           |                               | 1/3                           |                               | 1/4                           |                               | 1/5                           |                               | 1/6                           |                               |
| 1995 | 2/1                           |                               | 2/2                           |                               |                               |                               |                               |                               |                               |                               |                               |                               |
| Números de Galaxy desde 1970, incluida su segunda etapa en 1994, en formato volumen/número; Los errores aparentes de julio y septiembre de 1973 y la numeración del volumen 35, son correctos. Los editores se diferencian por colores y fueron, en este orden: Ejler Jakobsson, James Baen, J.J. Pierce, Hank Stine, Floyd Kemske y E.J. Gold. |                               |                               |                               |                               |                               |                               |                               |                               |                               |                               |                               |                               |

UPD empezó a tener dificultades financieras a principios de los años 1970, y cuando Judy-Lynn del Rey (de soltera Judy-Lynn Benjamin) se marchó en mayo de 1973 para trabajar en Ballantine Books, la carga de trabajo de Jakobsson aumentó enormemente. Renunció al cargo menos de un año después, alegando un exceso de trabajo y otras cuestiones, y fue reemplazado por Jim Baen, quien asumió el cargo con el número de junio de 1974, después de que Pohl rechazara el puesto. Baen también se hizo cargo de la edición de If, pero el aumento de los costes de papel obligó al cierre de esta revista a finales de 1974, fusionándose con Galaxy. La revista había vuelto a una periodicidad mensual en septiembre de 1973, pero que mantuvo con dificultades, con al menos un par de números perdidos cada año, excepto en 1974. Baen tuvo éxito en aumentar la circulación de nuevo, pasando desde 47 789 ejemplares cuando se hizo cargo a 81 035 cuando se fue. La revista fue rentable para UPD, pero la presión financiera de la empresa matriz llevó a Baen a marcharse a finales de 1977 para trabajar para Ace Books; el número de octubre fue el último de Baen como editor.
Su sustituto fue John J. Pierce, pero la situación empeoró y renunció al cabo de un año: la compañía estaba aumento sus deudas, y su asistente recuerda que la oficina parecía ineficaz, aunque comentó que Pierce «claramente amaba lo que hacía y sabía de lo que estaba hablando». El reemplazo de Pierce fue Hank Stine, que asumió el puesto de editor a finales de 1978, aunque debido a la irregular publicación de Galaxy, el último número de Pierce fue el de marzo-abril de 1979. Stine solo logró publicar dos números más, el de junio-julio y el de septiembre-octubre de 1979, antes de la crisis financiera de UPD, que supuso el final de la revista. Los derechos sobre el título fueron transferidos a una nueva compañía, Galaxy Magazine, Inc., propiedad de Vincent McCaffrey, dueño de la Avenue Victor Hugo, una tienda de libros de segunda mano en Boston; UPD conservó un interés del diez por ciento de los ingresos de posibles futuras ventas para pagar sus deudas. Stine había conseguido completar el contenido de otros dos números, pero ninguno de ellos se publicó; McCaffrey, que también había lanzado una revista, Galileo, tenía problemas de liquidez que le impidieron distribuir la revista tal como había planeado. Finalmente McCaffrey consiguió publicar un número, en julio de 1980, en gran formato, con Floyd Kemske como editor. Se preparó un número más, que llevaba fecha de octubre de 1980, pero nunca llegó a distribuirse.
Los últimos años de vida de Galaxy estuvieron marcados por relatos de autores que no fueron remunerados. John Varley, por ejemplo, dijo que todavía le debían dinero por sus obras cinco años después de su aparición. Las presentaciones de escritores reconocidos cayeron, y la falta de apoyo financiero de UPD significó que la tarifa de pago era de un poco atractivo 1 centavo por palabra. Unas tarifas postales más altas, los mayores costes de papel y la continua competencia del mercado de la ciencia ficción de libros de bolsillo aumentaron la presión sobre la revista. Estos problemas no se resolvieron con la venta a McCaffrey, que ni siquiera tenía suficiente dinero para pagar el franqueo de la tirada, con el resultado de que no todos los suscriptores Galaxy recibieron un ejemplar del último número. Frederik Pohl atribuye la culpa de la desaparición de la revista a Arnie Abramson, quien, según Pohl, «simplemente no desempeñó las funciones básicas de un editor»: pagar a los autores, asegurarse de que los suscriptores recibieran sus ejemplares y cumplir otras obligaciones.
Galaxy reapareció brevemente en 1994 como una publicación semiprofesional bajo la dirección de E. J. Gold, hijo de H. L. Gold. E. J. Gold publicó ocho números con una salida bimensual regular, comenzando con el número de enero-febrero de 1994 y terminando en marzo-abril de 1995.

### Primeros años

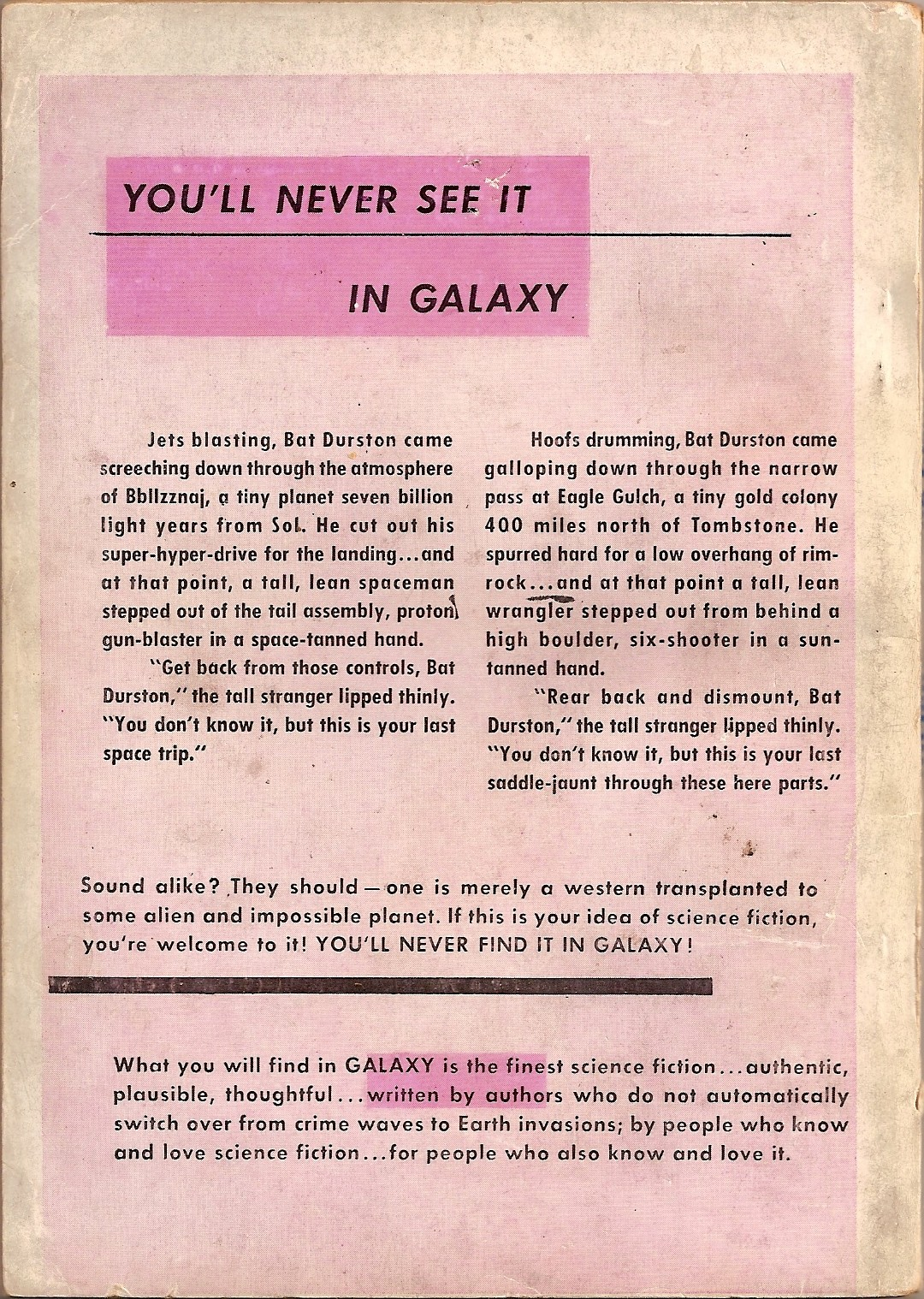
Contraportada del primer número de Galaxy.

### Portadas y material gráfico

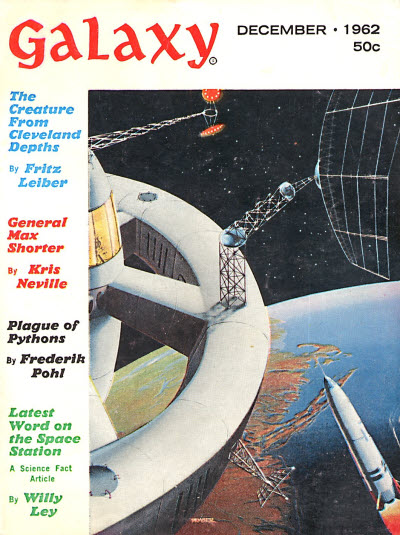
Portada del número de diciembre de 1962, en la que aparece como título Galaxy, en lugar de Galaxy Science Fiction.